# Hell to Pay (album de Jeff Healey Band)
Pour les articles homonymes, voir Hell to Pay.
Albums de Jeff Healey Band
See the Light
(1988) Feel This
(1992)
Hell To Pay, paru en 1990, est le second album du groupe Blues rock canadien Jeff Healey Band. Il a été enregistré au fameux Le Studio de Morin Heights, dans les Laurentides, en janvier et février 1990. Il a été nommé pour un prix Juno pour l'Album de l'Année. 
Parmi les invités sur l'album, on notera George Harrison, Jeff Lynne, Bobby Whitlock et Mark Knopfler

## L'album
Le groupe a composé six des onze titres de l'album, les autres sont soit des reprises, soit sont des compositions  de Jeff seul.
Hell To Pay a été enregistré en janvier et février 1990 et a bénéficié du soutien de quelques pointures du Rock : l'ex-Beatles George Harrison, Mark Knopfler de (Dire Straits), Jeff Lynne de (E.L.O. et des Traveling Wilburys), l'ex-Derek and the Dominos Bobby Whitlock, Paul Shaffer, Danny Tate ou encore Sass Jordan et Kat Dyson.

## Personnel
- Jeff Healey : voix, guitare
- Joe Rockman : basse
- Tom Stephen : batterie

## Personnel additionnel
- George Harrison : Guitare acoustique et chœurs sur While My Guitar Gently Weeps
- Jeff Lynne : Guitare acoustique et chœurs sur While My Guitar Gently Weeps
- Mark Knopfler : Guitare et chœurs sur I Think I Love You Too Much
- Paul Shaffer : Claviers
- Bobby Whitlock : Hammond B3 sur I Think I Love You Too Much, How Long Can a Man Be Strong, Full Circle et Let It All Go
- Sass Jordan, Kat Dyson : Chœurs

## Les titres de l'album
Les chansons sont de Jeff Healey, Joe Rockman et Tom Stephen sauf avis contraire
1. Full Circle - 4 min 13 s
2. I Think I Love You Too Much (Mark Knopfler) - 6 min 27 s
3. I Can't Get My Hands on You (Jeff Healey) - 3 min 43 s
4. How Long Can a Man Be Strong (Steve Cropper/Jimmy Scott) - 4 min 27 s
5. Let It All Go (John Hiatt) - 3 min 45 s
6. Hell to Pay - 3 min 55 s
7. While My Guitar Gently Weeps (George Harrison) - 5 min 16 s
8. Something to Hold On (Jeff Healey) - 3 min 58 s
9. How Much (Gregg Sutton/Danny Tate) - 4 min 48 s
10. Highway of Dreams - 4 min 48 s
11. Life Beyond the Sky - 4 min 56 s